# Dykväst
Dykväst, också kallad BCD (Buoyancy Control Device) eller BC (Buoyancy Compensator), är en viktig del av dykapparaten. Dykvästen kan blåsas upp eller tömmas på luft efter behov, för att reglera dykarens flytkraft. Dykvästen blåses upp antingen oralt (med munnen) eller genom en lågtrycksinflator. Det finns även västar som har en liten (0,35 - 0,4 liter) västflaska för oberoende fyllning av västen, och möjlighet till nödandning i fall man får luftstopp på det ordinarie systemet. Man kan tömma västen genom en dumpventil eller flera, eller med hjälp av lågtrycksinflatorn. När dykare befinner sig i ytläge brukar dykvästen i regel vara helt uppblåst för att dykaren ska kunna vila, simma eller hjälpa andra.

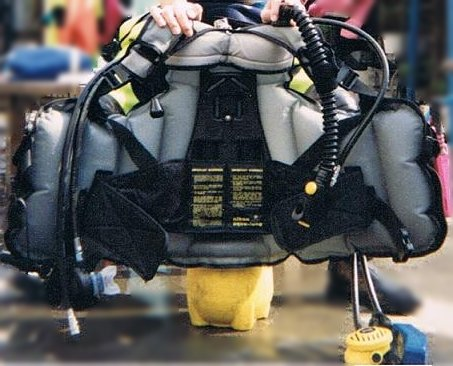
Jackväst

Det finns tre typer av dykvästar: frontväst, vinge och jackväst. Frontvästen är den ursprungliga konstruktionen. Den ser ut som en flytväst och träs på över huvudet. En frontväst kräver en speciell backpack för att hålla fast flaskan. vinge används främst av dykare som dyker med dubbelflaskor och som dyker tekniskt, men finns i modeller med olika storlek för dubbelflaskor eller enkelflaska. Jackvästen är den klart vanligaste modellen idag. Den liknar en ärmlös jacka och håller dykflaskan på plats.
Dykvästen är konstruerad antingen som enkelsäck eller som dubbelsäck. Enkelsäcken fungerar både som luftsäck och som skydd. Dubbelsäcken består av en inre säck (oftast av polyuretan) där luften finns, och en yttre säck av nylon som skyddar den inre säcken. Enkelsäcken är den vanligaste. Dubbelsäcken är lite dyrare, men mer robust och lättare att laga.
En bra dykväst skall uppfylla följande:
- Innehålla tillräckligt med luft för att få tillräcklig flytkraft.
- Möjlighet till manuell uppblåsning.
- Vara försedd med lågtrycksinflator med slang med stor diameter.
- Ha en övertrycksventil som förhindrar att västen spricker om trycket blir för stort.
- Den skall vara bekväm och vara strömlinjeformad.
- Kunna justeras efter storlek på dykaren.

Övriga finesser hos en dykväst kan vara följande:
- Förvaringsficka
- Fästen för slangar
- Ringar för att hänga utrustning i
- Integrerat viktsystem
- Västflaska